# Cecco Collection
Cecco Collection, scritto anche Cecco's Collection su supporti e schermate e Raffaele Cecco's Greatest Hits sugli adesivi, è una raccolta di videogiochi pubblicata nel 1990 per gli home computer Amiga, Amstrad CPC, Commodore 64 e ZX Spectrum dalla Hewson. Comprende quattro videogiochi, tutti originariamente progettati (e programmati nelle versioni Amstrad CPC e ZX Spectrum) dall'autore britannico Raffaele Cecco e già pubblicati in precedenza dalla Hewson.
Era un caso molto raro di raccolta intitolata allo sviluppatore dei giochi; secondo Cecco fu un'idea della Hewson.

## Videogiochi
- Cybernoid: The Fighting Machine (1988), sostituito da Zynaps (1988) nell'edizione Amiga
- Cybernoid II: The Revenge (1988)
- Exolon (1987)
- Stormlord (1989)

A parte i due Cybernoid che formano una serie, non ci sono correlazioni tra i giochi. Sono tutti sparatutto, inoltre Exolon e Stormlord hanno anche funzionamento a piattaforme. Le ambientazioni sono fantascientifiche, tranne per Stormlord che è fantasy. Zynaps è l'unico titolo non realizzato affatto da Cecco.

## Accoglienza
Raffaele Cecco era un autore già conosciuto all'epoca nel campo dei videogiochi per home computer, avendo realizzato diversi successi di critica e pubblico negli ultimi anni.
La raccolta Cecco Collection offriva titoli molto buoni a un prezzo vantaggioso e fu molto apprezzata dalla critica nelle versioni per computer a 8 bit (CPC, C64, Spectrum), con voti complessivi di 90% o più da parte di diverse riviste. Il più datato Exolon fu considerato a volte il gioco più debole dei quattro, ma comunque anch'esso un titolo ancora rispettabile.
L'edizione Amiga della raccolta sembra invece essere passata inosservata.
La rivista ACE raccoglieva i voti dati ai giochi per computer da tutte le riviste britanniche che riusciva a consultare prima di andare in stampa e ne calcolava le medie; nella sua classifica di settembre 1990 la Cecco Collection era al secondo posto tra tutti i giochi per computer a 8 bit (dopo Midnight Resistance) e al primo posto tra i giochi per Amstrad CPC.